# Ron Sutter
Ronald T. Sutter (* 2. Dezember 1963 in Viking, Alberta) ist ein ehemaliger kanadischer Eishockeyspieler und -scout sowie derzeitiger -funktionär, der im Verlauf seiner aktiven Karriere zwischen 1979 und 2001 unter anderem 1197 Spiele für die Philadelphia Flyers, St. Louis Blues, Nordiques de Québec, New York Islanders, Boston Bruins, San Jose Sharks und Calgary Flames in der National Hockey League auf der Position des Centers bestritten hat. Sutter, der im NHL Entry Draft 1982 bereits an vierter Gesamtposition ausgewählt wurde und achter Mannschaftskapitän der Franchise-Geschichte der Philadelphia Flyers war, verfolgte nach seinem Karriereende eine Rolle als Scout und Funktionär. Seit 2001 ist er in verschiedenen Positionen für die Calgary Flames tätig.

## Karriere
Ron Sutter begann seine Karriere 1980 bei den Lethbridge Broncos in der kanadischen Juniorenliga Western Hockey League, wo er zusammen mit seinem Zwillingsbruder Rich und seinem älteren Bruder Brent spielte. Sutter hatte ein solides erstes Jahr. In der Saison 1981/82 konnte er seine Punkteausbeute mehr als verdoppeln und wurde im Sommer von den Philadelphia Flyers im NHL Entry Draft 1982 in der ersten Runde an vierter Position ausgewählt. Im selben Jahr sicherte sich die Pittsburgh Penguins in derselben Runde die Rechte an seinem Zwillingsbruder, allerdings sechs Positionen später. Ron Sutter gab zwar in der Saison 1982/83 sein Debüt, kam aber hauptsächlich weiter in der WHL für Lethbridge zum Einsatz und spielte gerade in den Play-offs mit 22 Toren und 19 Vorlagen in 20 Spielen eine wichtige Rolle. Am Ende gewannen sie den President’s Cup, die Meisterschaft der WHL.
Im Herbst 1983 schaffte er endgültig den Sprung in den NHL-Kader der Philadelphia Flyers und war nur wenig später wieder mit seinem Zwillingsbruder vereint, der im Oktober von den Pittsburgh Penguins nach Philadelphia transferiert wurde. Ron Sutter bevorzugte ein defensives und körperlich hartes Spiel und zog 1985 mit den Flyers ins Finale um den Stanley Cup ein, wo sie jedoch an den Edmonton Oilers scheiterten. 1985/86 hatte er die beste Saison seiner Karriere, als er 59 Punkte erzielte. Im Jahr darauf stand er erneut im Stanley-Cup-Finale, doch wieder gewannen die Edmonton Oilers den Pokal.
Ron Sutter hatte schon in jungen Jahren mit Verletzungen zu kämpfen und fiel in fast jedem Jahr immer wieder für einige Spiele aus. Nur 1990/91 konnte er als Mannschaftskapitän der Flyers die kompletten 80 Spiele der Saison absolvieren. Im Herbst 1991 wurde er zusammen mit Murray Baron für Rod Brind’Amour und Dan Quinn zu den St. Louis Blues transferiert, wo er unter der Leitung seines älteren Bruders Brian spielte. Zweieinhalb Jahre spielte er eher erfolglos für St. Louis und wurde im Januar 1994 zu den Nordiques de Québec transferiert, die aber nur wenige Monate später im Sommer 1994 zu den New York Islanders abgaben.
Während der Saison 1994/95 konnte Sutter in der durch den Lockout ohnehin verkürzten Saison verletzungsbedingt nur 27 Spiele absolvieren und die New York Islanders verlängerten seinen Vertrag im Sommer 1995 nicht. Er hatte daraufhin Probleme einen Platz in einem anderen NHL-Team zu finden und unterschrieb schließlich im Herbst einen Vertrag bei den Phoenix Roadrunners aus der unterklassigen International Hockey League. Nach guten Leistungen bei den Roadrunners wurde er im März 1996 von den Boston Bruins für den Rest der Saison verpflichtet und erzielte in 18 NHL-Spielen noch fünf Tore und sieben Assists. Zum Saisonende verließ er Boston wieder und unterschrieb bei den San Jose Sharks.
In San Jose spielte er längere Zeit unter der Leitung seines älteren Bruders Darryl Sutter. Ron Sutter fehlten mittlerweile die Offensivfähigkeiten und er erzielte nur in zwei Spielzeiten mehr als zehn Punkte. Stattdessen wurde er hauptsächlich als defensiver Center eingesetzt. Nach vier Jahren musste er die Sharks schließlich verlassen, da sein im Sommer 2000 ausgelaufener Vertrag nicht verlängert wurde. Ihm gelang es darauf nicht bei einem anderen NHL-Team unter Vertrag genommen zu werden, hielt sich aber weiterhin in San Jose fit. Im Februar 2001 verpflichteten ihn schließlich die Calgary Flames, wo er noch bis zum Saisonende spielte und dann seine Karriere beendete.
Von Herbst 2001 bis Sommer 2011 war Ron Sutter als Scout bei den Calgary Flames tätig, ehe er zum Director of Player Development befördert wurde.

## Erfolge und Auszeichnungen
- 1983 President’s-Cup-Gewinn mit den Lethbridge Broncos

## Karrierestatistik

### International
Vertrat Kanada bei:
- Weltmeisterschaft 1990

(Legende zur Spielerstatistik: Sp oder GP = absolvierte Spiele; T oder G = erzielte Tore; V oder A = erzielte Assists; Pkt oder Pts = erzielte Scorerpunkte; SM oder PIM = erhaltene Strafminuten; +/− = Plus/Minus-Bilanz; PP = erzielte Überzahltore; SH = erzielte Unterzahltore; GW = erzielte Siegtore; 1 Play-downs/Relegation; Kursiv: Statistik nicht vollständig)

## Familie
Ron Sutter hat sechs Brüder, von denen es fünf in die NHL geschafft haben. Sein Zwillingsbruder Rich Sutter spielte mit ihm drei Jahre in Philadelphia und war in insgesamt über 900 Spielen in der NHL aktiv. Beide wurden in ihrer aktiven Zeit in der NHL von ihrem älteren Bruder Darryl Sutter trainiert. Dieser absolvierte 406 Spiele, erzielte dabei 279 Punkte und war später als General Manager und Trainer mehrerer Teams beschäftigt. Als Trainer war nach seiner aktiven Karriere auch Brian Sutter tätig, der 779 Spiele für die St. Louis Blues absolviert und die Mannschaft neun Jahre als Kapitän angeführt hatte.
Brent Sutter absolvierte 1111 Spiele und erzielte 829 Punkte. Mit den New York Islanders, deren Kapitän er für vier Jahre war, gewann er zweimal den Stanley Cup. Brent spielte damals zusammen mit seinem älteren Bruder Duane, der insgesamt vier Mal den Stanley Cup errang. Duane spielte 731 Mal in der NHL und kam auf 342 Punkte. Von 2000 bis 2002 trainierte er die Florida Panthers und war später ebenfalls als Funktionär tätig.
Aus der zweiten Generation der Familie zog es ebenfalls mehrere Spieler in die NHL. Während Shaun Sutter, der Sohn von Brian, zwar im NHL Entry Draft 1998 von den Calgary Flames ausgewählt wurde, allerdings nie in der NHL auflief, gelang Brett Sutter, dem Sohn von Darryl, Brandon Sutter, dem Sohn von Brent, sowie Brody Sutter, dem Sohn von Duane, der Sprung in die höchste Liga Nordamerikas. Ferner spielte Luke Sutter, der Sohn von Rich, ebenfalls kurzzeitig im Profibereich, während Riley Sutter (* 1999) als Sohn von Ron im Nachwuchsbereich aktiv ist.